# Dispositivo médico
Um dispositivo médico é um aparelho ou instrumento que é utilizado por profissionais da saúde com o objetivo de diagnosticar, prevenir e tratar enfermidades. A ação destes instrumentos é física ao contrário de medicamentos que atuam de modo bioquímico.
A definição de instrumental médico varia de acordo com as leis e padrões de cada país ou região, podendo também restringir o seu uso a pessoas com treinamento próprio para operá-los por representarem riscos a vida dos pacientes se manuseados incorretamente.

## Implantes
Entre os dispositivos médicos podemos destacar os implantes, que são dispositivos inseridos no corpo humano para realizar as funções de alguma estrutura biológica que esteja ausente ou com funcionamento comprometido.

## Cirúrgicos
Os instrumentos cirúrgicos são concebidos para as necessidades especiais de uma operação cirúrgica. Estes instrumentos possuem uma longa história de desenvolvimento que vem desde a Antiguidade e passa por aperfeiçoamentos nas mãos de árabes como Abulcasis.

## Instrumentos médicos
Estes são exemplos de alguns instrumentos médicos utilizados atualmente.
- Bisturi
- Desfibrilador
- Estetoscópio
- Máquina de raio-X
- Respirador